# Adrapsa rivulata
Adrapsa rivulata là một loài bướm đêm trong họ Noctuidae.